# Scythris buszkoi
Scythris buszkoi is een vlinder uit de familie dikkopmotten (Scythrididae). De wetenschappelijke naam is voor het eerst geldig gepubliceerd in 2004 door Baran.
De soort komt voor in Europa.